# Cucurbita lundelliana
Cucurbita lundelliana är en gurkväxtart som beskrevs av Liberty Hyde Bailey. Cucurbita lundelliana ingår i släktet pumpor, och familjen gurkväxter. Inga underarter finns listade i Catalogue of Life.